# Anouk De Clercq
Anouk De Clercq (Gent, 1971) is een Belgische multimediakunstenaar. Zij woont in Berlijn en in Gent.

## Biografie
Anouk De Clercq onderzoekt het potentieel van audiovisuele taal om mogelijke werelden te creëren. Haar recente werk is gebaseerd op het utopische idee van 'radicale empathie'.
Haar werk was te zien in onder meer Tate Modern, Centre Pompidou, Museo Nacional Centro de Arte Reina Sofia, MAXXI, Centre d'Art Contemporain Genève, BOZAR, International Film Festival Rotterdam, Berlinale en Ars Electronica. Ze heeft verschillende prijzen ontvangen, waaronder de Illy Prize op Art Brussels in 2005 en een Prix Ars Electronica Honorary Mention in 2014.
Ze is stichtend lid van Auguste Orts, On & For Production and Distribution en initiatiefnemer van Monokino. Ze is verbonden aan de School of Arts Hogeschool Gent als gastprofessor.
Anouk De Clercq is de auteur van Where is Cinema, uitgegeven door Archive Books.

## Filmografie
- OK (with Helga Davis) (2021)
- We’ll Find You When The Sun Goes Black (2021)
- One (2020)
- Helga Humming (installation) (2019)
- Pendant Air (installation) (2018)
- It (2017)
- Atlas (2016)
- Black (2015)
- New York New York (with Fairuz Ghamman) (2014)
- Thing (2013)
- Swan Song (2013)
- Tears of Melancholy (2013)
- Oh (2010)
- 400Blows (2009)
- Oops Wrong Planet (2009)
- Echo (installation) (2008)
- Pixelspleen (2007)
- Pang (2005)
- Horizon (2004)
- Me+ (2004)
- Conductor (2004)
- Kernwasser Wunderland (with Joris Cool & Eavesdropper) (2004)
- Building (2003)
- Petit Palais (2002)
- Portal (2002)
- Sonar (2001)
- Whoosh (2001)
- Motion for Stockhausen (2000)
- Autobiography of the Eye (1997)
- Speakeasy (1996)

## Erkenning
- 2005: Illy Prize op Art Brussels
- 2014: Eervolle vermelding bij de Prix Ars Electronica

- Dictionary of Australian Artists: anouk-de-clercq
- Gemeinsame Normdatei: 143152270
- RKD-Nederlands Instituut voor Kunstgeschiedenis: 279147
- Trove: 1516805
- Union List of Artist Names: 500600649
- Virtual International Authority File: 161044629
- WorldCat: E39PBJktqbjCY7KKRFvXvdTyh3